# Liège Basket in het seizoen 2023/24
Het seizoen 2023/24 was het 24e jaar in het bestaan van de Luikse basketbalclub Liège Basket sinds de fusie in 2000. De club stopte na het seizoen met de ploeg in de BNXT League na het terugtrekken van eigenaar Ernie Cambo.

## Verloop
De club bereikte de halve finale in het landskampioenschap nadat ze zich gekwalificeerd hadden voor de Elite Gold. In de beker van België bereikten ze de kwartfinale. Ze namen ook deel aan de European North Basketball League en werden er derde. Aan het einde van het seizoen trok eigenaar Ernie Cambo zich terug nadat hij niet genoeg steun zou hebben gekregen van de lokale autoriteiten. De eerste ploeg verliet daarop de BNXT League.

## Ploeg
Antwerp Giants ·
BAL ·
Union Mons-Hainaut ·
Den Helder Suns ·
Donar ·
Feyenoord ·
Heroes Den Bosch ·
Kangoeroes Basket Mechelen ·
Kortrijk Spurs ·
Landstede Hammers ·
Leuven Bears ·
Liège Basket ·
Limburg United ·
LWD Basket ·
Okapi Aalst ·
Oostende ·
Brussels Basketball ·
Spirou Charleroi ·
Yoast United ·
ZZ Leiden